# Uloborus jarrei
Uloborus jarrei es una especie de araña araneomorfa del género Uloborus, familia Uloboridae. Fue descrita científicamente por Berland & Millot en 1940.
Habita en Guinea.